# Santa Maria del Vilar (Vilallonga dels Monts)

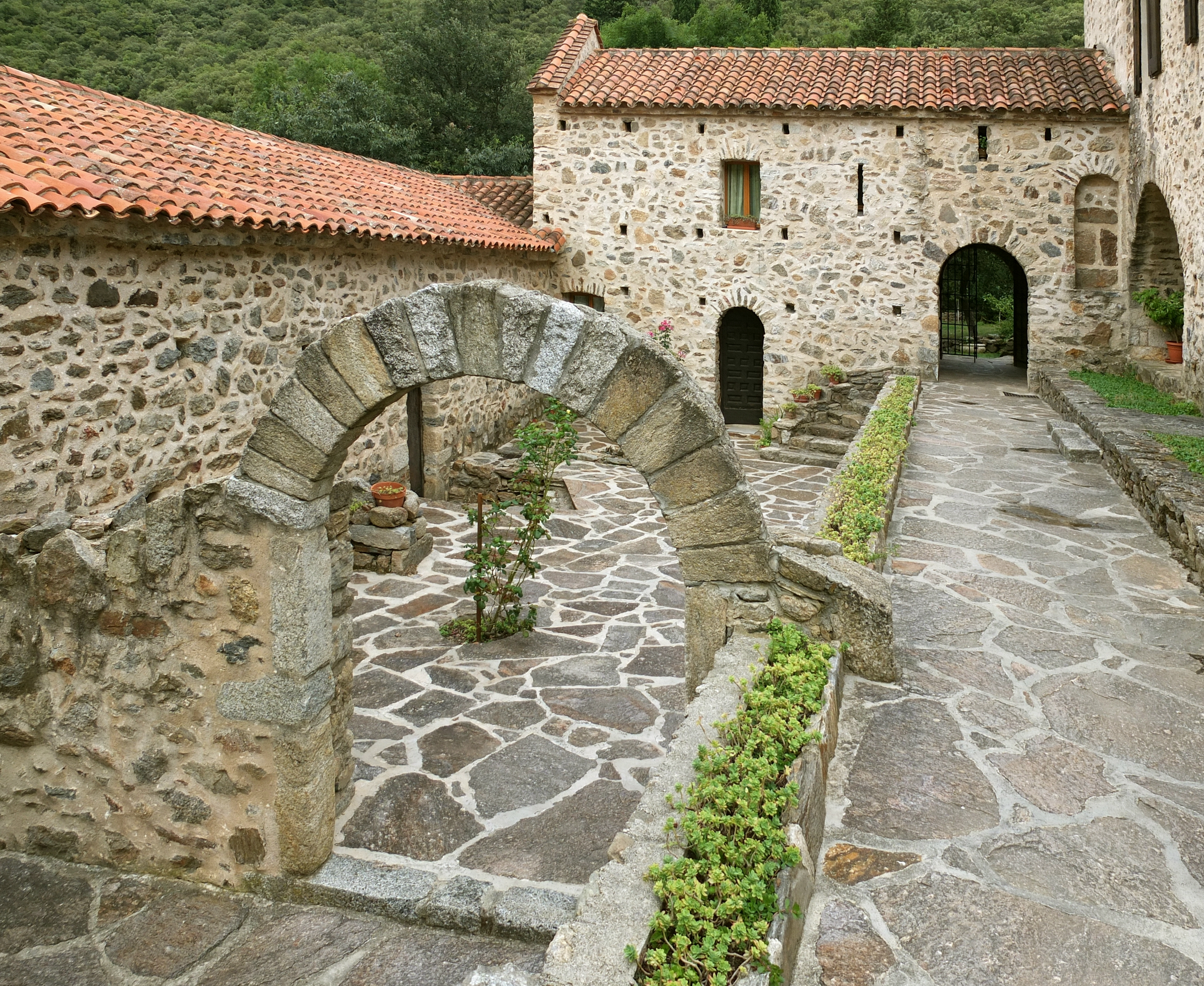
Restes del priorat del Vilar

Santa Maria del Vilar és l'església d'un antic priorat, en el terme comunal de Vilallonga dels Monts, a la comarca del Rosselló (Catalunya Nord).

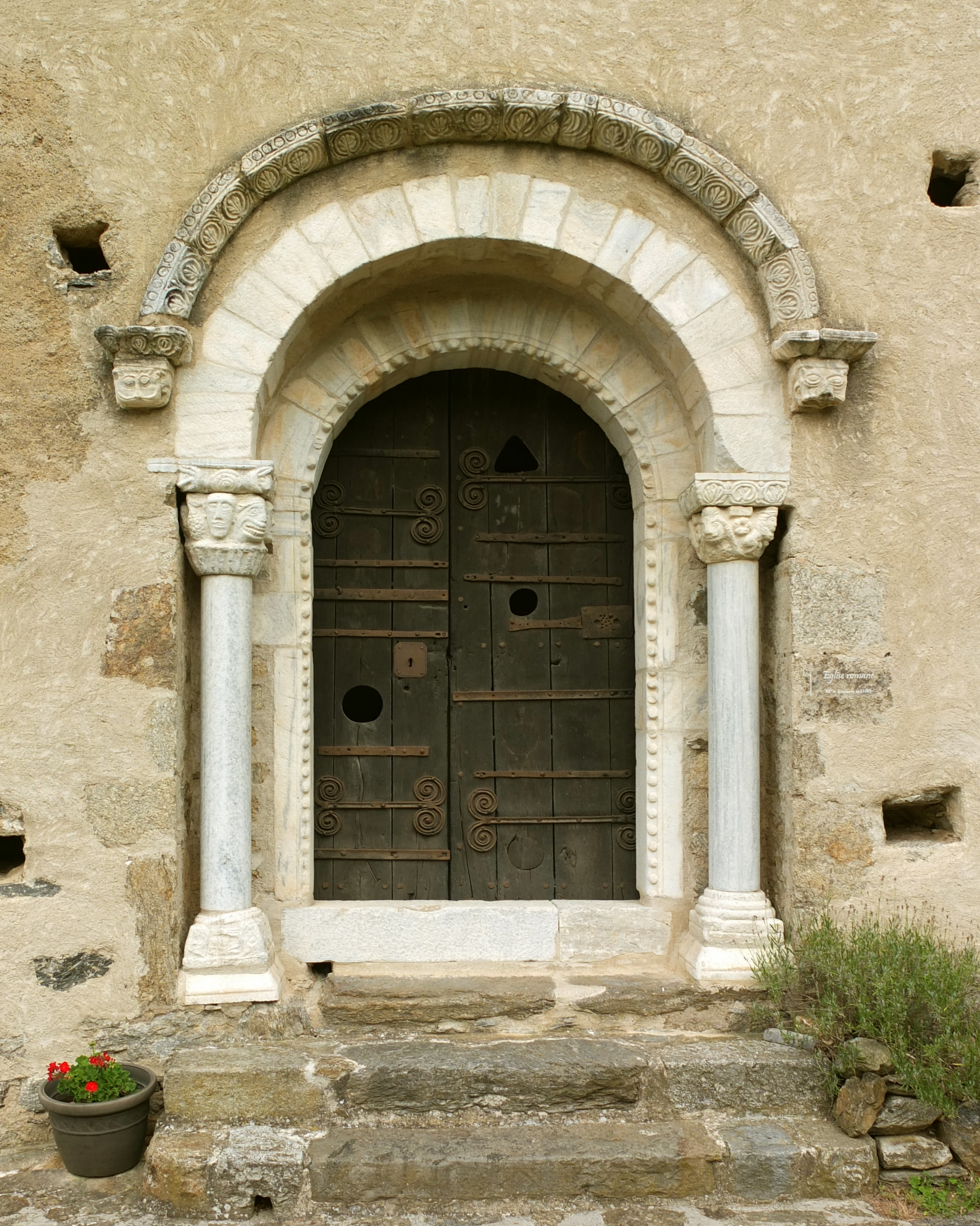
Portalada romànica del Vilar

Està situada al sud-est del poble de Vilallonga dels Monts, al lloc on hi hagué el priorat benedictí del Vilar.

## Història
Santa Maria del Vilar depenia de la canònica de Santa Maria de Lledó, a l'Alt Empordà, fundada el 1089. El primer prior de Lledó, Joan, adquirí el Vilar, possessió que li fou confirmada el 1094. El 1123 apareix en una butlla papal com una de les església que depenien de Lledó. Després d'un eixamplament del segle xii, l'església fou novament consagrada el 16 de juliol del 1142 pel bisbe d'Elna Udalgar de Castellnou, i el Vilar adquirí la categoria de pabordia de Lledó.
La comunitat començà el seu declivi al segle xiv, fins que al segle xviii sofrí diverses ocupacions i incendis per part dels exèrcits francesos, i el lloc fou abandonat. Ja al segle xix fou convertida en estable i al costat nord s'hi edificà un mas, aprofitant les restes de les dependències monacals.
L'any 1955 fou declarat edifici protegit per l'estat francès, però no fou fins a 1991-93 que s'hi començaren a fer obres de neteja i consolidació, així com d'exploració arqueològica.

## L'edifici
Es tracta d'una església de planta de creu llatina de 21,7 metres de llarg, a l'exterior. D'una sola nau, amb transsepte i tres absis a llevant, el central sensiblement més gran que els col·laterals. La volta que cobreix la nau és força apuntada; hi ha un sol arc toral, situada a dos metres de l'extrem occidental, cosa que ha fet pensar els estudiosos que podria haver-hi hagut una tribuna com la de Serrabona. Els braços del transsepte estan coberts amb volta de punt rodó, i els arcs de comunicació amb la nau, així com els que comuniquen amb els absis, estan formats per plecs de mig punt. Les voltes dels absis són de quart d'esfera allargats. Els carreus emprats en aquests arcs són de mida mitjana o petita, ben tallats.
L'entrada principal del temple era a la façana de ponent, però el 1924 fou venuda, juntament amb tres ales del claustre de Sant Genís de Fontanes, a Paul Gouvert, antiquari parisenc. Ho comprà un banquer romanès instal·lat a França, Chrissoveloni, qui ho feu instal·lar en el seu castell de les Mesnuls, a Montfort-l'Amaury, al departament d'Yvelines, on la porta del Vilar servia d'entrada al claustre. El 1983 s'inicià una campanya duta a terme per diverses entitats rosselloneses dedicades a l'art, i el 1986 el claustre tornà al seu emplaçament original i no ha estat fins fa pocs anys que la portalada tornà a Santa Maria del Vilar.
Diverses portes, ara tapiades, s'obrien cap al nord, on hi havia les dependències del monestir, entre elles un petit claustre. Aquestes dependències foren utilitzades en el seu moment per al mas que es dreçà en aquest lloc.